# Janusz Gęsicki

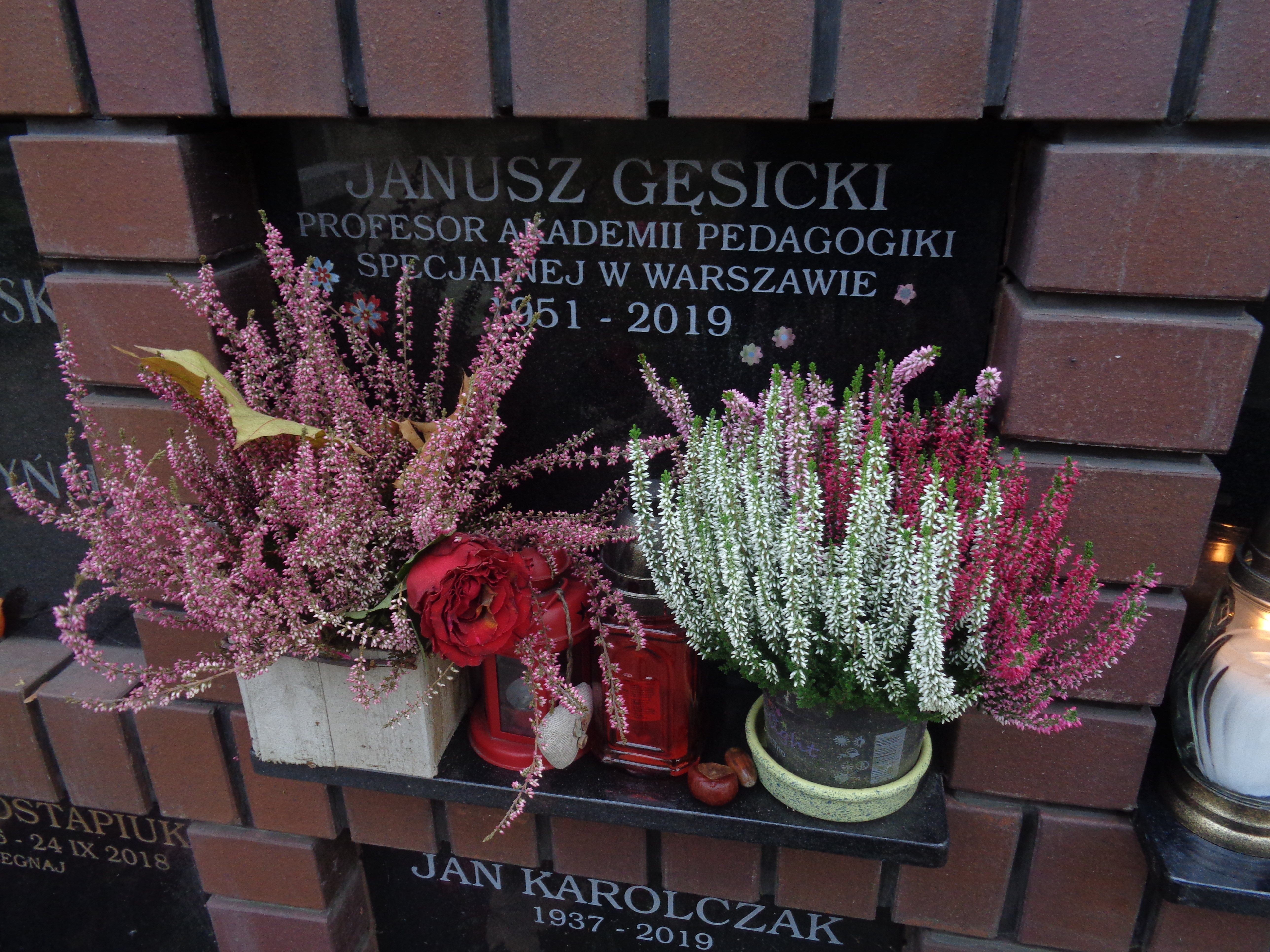
Grób Janusza Gęsickiego na cmentarzu Powązkowskim

Janusz Tadeusz Gęsicki (ur. 17 listopada 1951 w Gdańsku, zm. 28 stycznia 2019 w Warszawie) – polski pedagog, doktor habilitowany nauk humanistycznych, profesor nadzwyczajny Akademii Pedagogiki Specjalnej im. Marii Grzegorzewskiej w Warszawie, dziekan Wydziału Nauk Pedagogicznych tej uczelni.

## Życiorys
Syn Tadeusza i Barbary. Po studiach w Instytucie Socjologii Uniwersytetu Warszawskiego odbytych w latach 1969–1974 uzyskał tytuł magistra socjologii. W Instytucie Badań Pedagogicznych w Warszawie w 1983 otrzymał stopień naukowy doktora nauk humanistycznych w zakresie pedagogiki. W 1993 na Wydziale Pedagogicznym Uniwersytetu Warszawskiego na podstawie dorobku naukowego oraz rozprawy pt. Spory o reformę polskiej szkoły (analiza lat 1945–1990) nadano mu stopień doktora habilitowanego nauk humanistycznych w dyscyplinie pedagogika.
W latach 1974–1986 był zatrudniony w Instytucie Badań nad Młodzieżą (jako asystent, starszy asystent, adiunkt), w latach 1986–1994 jako adiunkt w Instytucie Badań Edukacyjnych, w latach 1987–1989 w Sekretariacie Komitetu Ekspertów do spraw Edukacji Narodowej. W latach 1993–1996 był profesorem w Wyższej Szkole Pedagogicznej w Zielonej Górze, w latach 1994–1998 dyrektorem departamentu w Ministerstwie Edukacji Narodowej. Od 1998 do 2003 zajmował stanowisko profesora w Wyższej Szkole Pedagogicznej Towarzystwa Wiedzy Powszechnej w Warszawie (profesor). Jednocześnie pracował w latach 1998–2006 jako profesor w Instytucie Badań Edukacyjnych oraz był szefem Szefem Gabinetu Politycznego Ministra Edukacji Narodowej (2001–2002). W 2003 rozpoczął pracę jako profesor w Wyższej Szkole Humanistyczno-Ekonomicznej w Łodzi, a w 2005 został profesorem nadzwyczajnym Akademii Pedagogiki Specjalnej im. M. Grzegorzewskiej w Warszawie. W uczelni tej pełnił funkcję dziekana Wydziału Nauk Pedagogicznych i kierownika Zakładu Polityki Edukacyjnej.
Należał do Sojuszu Lewicy Demokratycznej, z jego ramienia w 2011 kandydował na posła.
W 2000 odznaczony Krzyżem Kawalerskim Orderu Odrodzenia Polski.
Zmarł 28 stycznia 2019. Został pochowany 1 lutego 2019 na cmentarzu Powązkowskim w Warszawie.

## Wybrane publikacje
- Jak nie zwariować w szkole, Warszawa 1992[7].
- Gra o nową szkołę, Warszawa 1993.
- Typy ładu społecznego i odpowiadające im pedagogie oraz typy polityki edukacyjnej, W: Acta Universitatis Nicolai Copernici. Zeszyt 285 (1994).
- Problemy edukacji (współautor: J.J. Wiatr), Koszalin 2001.
- Przemiany w edukacji, W: Wymiary życia społecznego, red M. Marody, Warszawa 2002.
- Granice decentralizacji zarządzania w oświacie. W: Zarządzanie edukacją a kreowanie społeczeństwa wiedzy, red. E. Walkiewicz, Gdańsk 2002.
- Edukacja trzeciej fali, W: Podmiotowość w edukacji ery globalnego społeczeństwa informacyjnego, red. K. Pająk, A. Zduniak, Warszawa-Poznań 2004.
- Dlaczego i po co zdawać egzamin? (2005).
- Koncepcje uwarunkowań polityki edukacyjnej, W: Edukacja, moralność, sfera publiczna, red. J. Rutkowiak, D.Kubinowski, M. Nowak, Lublin 2007.
- Funkcje rankingów uczelni wyższych. W: Poszukiwanie modelu szkoły wyższej w procesie integracji z Unią Europejską, red. J. Mączyński, W. Damecki, Legnica 2007.
- Akredytacja a jakość kształcenia w szkole wyższej, W: Studia trzystopniowe a jakość kształcenia w szkole wyższej, red. B. Sitarska, R. Droba i K. Jankowski, Siedlce 2007.
- Czy mamy samorządowy model zarządzania oświatą?, W: Ku dobrej szkole. Cywilizacyjne dylematy współczesnej edukacji, red. Cz. Plewka, Radom 2009.
- Kultura organizacyjna szkoły a przywództwo nauczycieli, W: Przywództwo edukacyjne w teorii i praktyce, red. S.M. Kwiatkowski, J.M. Michalak, Warszawa 2010.
- Zmiany prawa oświatowego a reforma edukacyjna, W: Edukacja z perspektywy przemian kulturowo-społecznych, red. J. Bielecki, A. Jacewicz, Białystok 2010.
- Prawa dziecka – pedagogika – sztuka, W: Słowa, obrazy, dźwięki w wychowaniu, red. Sz. Kawalla, E.Lewandowska-Tarasiuk, J.W. Sienkiewicz, Warszawa 2011.
- Kultura organizacyjna uczelni a jakość kształcenia, W: Jakość kształcenia akademickiego w świecie mobilności i ryzyka, red. H. Kwiatkowska, R. Stępień, Pułtusk 2011.
- Szkoła a zmiany społeczności lokalnych, W: Przestrzeń edukacyjna – dylematy, doświadczenia i oczekiwania społeczne, red. K. Ferenz, K. Błaszczyk, I. Rudek, Kraków 2011.[3]